# Segestria
Segestria è un genere di ragni che vivono nei tubi e che fu descritto per la prima volta da Pierre André Latreille nel 1804.

## Specie
Al settembre 2021 include 21 specie e una sottospecie, trovate principalmente in Eurasia, anche se alcune specie si trovano nelle America, due in Nord Africa, e una in Nuova Zelanda e una a Madagascar:
- Segestria bavarica CL Koch, 1843 — Dall'Europa all'Azerbaigian
- Segestria bella Chamberlin & Ivie, 1935 — USA
- Segestria cavernicola Kulczyński, 1915 — Italia
- Segestria croatica Doleschall, 1852 - Croazia
- Segestria danzantica Chamberlin, 1924 — Messico
- Segestria davidi Simon, 1884 — Siria
- Segestria fengi (Fomichev & Marusik, 2020) — Cina
- Segestria florentina (Rossi, 1790) ( tipo ) — Dall'Europa alla Georgia. Introdotto in Brasile, Uruguay, Argentina
- Segestria fusca Simon, 1882 — Portogallo, Spagna, Francia, Italia
- Segestria inda Simon, 1906 — India
- Segestria madagascarensis Keyserling, 1877 — Madagascar
- Segestria mirshamsii Marusik & Omelko, 2014 — Iran
- Segestria nekhaevae Fomichev & Marusik, 2020 — Tagikistan
- Segestria nipponica Kishida, 1913 — Giappone
- Segestria pacifica Banks, 1891 — USA
- Segestria pusiola Simon, 1882 — Spagna, Francia (Corsica), Algeria
- Segestria saeva Walckenaer, 1837 - Nuova Zelanda
- Segestria sbordonii Brignoli, 1984 — Grecia (Creta)
- Segestria senoculata (Linnaeus, 1758) — Europa, Turchia, Caucaso, Iran, Giappone
  - Segestria senoculata castrodunensis Gétaz, 1889 — Svizzera
- Segestria shtoppelae Fomichev & Marusik, 2020 — Kazakistan
- Segestria turkestanica Dunin, 1986 — Asia centrale

- Elenco delle specie di Segestriidae